# Deadly Class (série de televisão)
Deadly Class é uma série de televisão americana desenvolvida por Rick Remender e Miles Orion Feldsott para o Syfy e é baseada na série de quadrinhos de mesmo nome criada por Remender e Wesley Craig e publicada pela Image Comics. É estrelado por Benedict Wong, Benjamin Wadsworth, Lana Condor, Maria Gabriela de Faría, Luke Tennie, Liam James e Michel Duval. Situado no final dos anos de 1980, a série gira em torno da King's Dominion, uma academia particular de elite, onde os estudantes são treinados para se tornarem assassinos.
A série é produzida pela Sony Pictures Television e Universal Cable Productions, em associação com a Gozie AGBO, Chipmunk Hill e a Getaway Productions. Anthony Russo e Joe Russo atuam como produtores executivos ao lado de Remender, Feldsott, Mick Betancourt, Lee Toland Krieger, Mike Larocca e Adam Targum. Em novembro de 2017, o elenco começou fazer um piloto encomendado pelo Syfy. Em abril de 2018, a série foi escolhida para uma ordem de 10 episódios. As filmagens ocorrem em Vancouver, Colúmbia Britânica.
O primeiro episódio estreou como uma prévia especial online em 20 de dezembro de 2018 e no Syfy em 30 de dezembro. A série estreou em 16 de janeiro de 2019. Ela recebeu críticas positivas e variadas da crítica, com muitos elogiando o elenco, recursos visuais e coreografia. No entanto, o tom e o ritmo atraíram críticas.
Em 4 de junho de 2019, a série foi cancelada pelo Syfy após uma temporada.

## Premissa
Ambientada em um mundo sombrio e aguçado contra o pano de fundo da contracultura do final dos anos 80, Deadly Class acompanha um adolescente desabrigado e desiludido recrutado pela King's Dominion, uma escola particular de elite onde as principais famílias criminosas enviam suas próximas gerações. Manter seu código moral enquanto sobrevive a um currículo impiedoso, cliques sociais violentos e suas próprias incertezas adolescentes logo se revelam vitais.

## Elenco

### Principais
- Benedict Wong como Master Lin[3]: O implacável e sensato diretor do King's Dominion.
- Benjamin Wadsworth como Marcus Lopez Arguello[3]: O mais novo recrutado da King's Dominion e a promessa de Saya.
- Lana Condor como Saya Kuroki[3]: A líder do sindicato Kuroki e patrocinadora de Marcus.
- María Gabriela de Faría como Maria Salazar[3]: Um membro da Soto Vatos e ex-namorada de Chico.
- Luke Tennie como Willie Lewis[3]: Líder do F.W.O.  (First World Order) e melhor amigo de Marcus na King's Dominion.
- Liam James como Billy Bennett[3]: Um punk rockeiro amigável que é filho de um policial corrupto de contrabando de drogas e também um dos melhores amigos de Marcus.
- Michel Duval como Chico[3]: O líder da Soto Vatos e namorado de Maria.

### Recorrente
- Taylor Hickson como Petra[3]: Uma gótica vindo de um culto da morte.
- Siobhan Williams como Brandy Lynn[3]: Uma beldade racista do sul e líder da Dixie Mob.
- Sean Depner como Viktor[3]: Notorious por ser o filho do assassino superior de Joseph Stalin.
- Jack Gillett como Lex Miller[3]
- Isaiah Lehtinen como Shabnam: Filho de um rico banqueiro que é evitado pelos seus pares.
- Juan Grey como Juan: Um membro da Soto Vatos de Maria.
- Tom Stevens como Chester "Fuckface"

## Produção
O elenco principal para o piloto da série foi lançado pela Syfy em novembro de 2017, com Benedict Wong, Benjamin Wadsworth, Lana Condor, María Gabriela de Faría, Luke Tennie, Liam James e Michel Duval anunciados como os protagonistas do piloto. Foi pego para série pela Syfy, em 18 de abril de 2018, para uma estreia planejada em 2019. Os efeitos visuais para a série, incluindo a sequência em Las Vegas do episódio 5, foram criados pela FuseFX, CVDVFX, Zoic and One. Six One Eight.

## Recepção

### Resposta da crítica
Na avaliação do site Rotten Tomatoes, a série possui uma avaliação de 64%, baseado em 36 críticas, com uma classificação média de 6.23/10. O consenso crítico do site lê, "Apesar da ação bem executada e do elenco inteligente, Deadly Class luta para encontrar a marca estabelecida por outros shows adolescentes assustadores." Metacritic, que usa uma média ponderada, atribuiu uma pontuação de 58 em 100, baseado em 13 críticas, indicando "críticas mistas ou médias".